# Helvécia
Cet article concerne le village en Hongrie. Pour le village au Brésil, voir Helvécia (Nova Viçosa). Pour la ville en Argentine, voir Helvecia.
Helvécia est un village et une commune du comitat de Bács-Kiskun en Hongrie.